# ОШ „Вук Караџић” Бијељина
ОШ „Вук Караџић” једна је од основних школа у Бијељини. Налази се у улици Војводе Степе 4. Име је добила по Вуку Стефановићу Караџићу, српском лингвисти, филологу, антропологу, књижевнику, преводиоцу и академику.

## Историјат
Основна школа „Вук Караџић” је почела са радом 1886. у згради Трговачке школе као Комунална основна школа. Године 1947. је имала 604 ученика. У њеној згради је 1949. отворена Учитељска школа, а основна је постала њена вјежбаоница и добила је име ОШ „Весо Гаврић”. Учитељска школа је 1966. измјештена на другу локацију, а основна школа која је остала у старој згради спојила се са ОШ „Мирко Филиповић” и наставила је да ради под тим именом као осмогодишња. Године 1991—1992. је имала 1458 ученика, а 10. априла 1992. је добила данашњи назив ОШ „Вук Караџић”. Школске 2007—2008. ју је похађало 1527 ђака, а 2015—2016. је имала 1476 ученика, деведесет и једног наставника, тројицу вјероучитеља православне и једног исламске вјеронауке. У њеном саставу су радиле петогодишње подручне школе у Амајлијама, Поповима и Рачанској. Школа у Амајлијама је отворена 1901. године у просторијама бивше жандармеријске станице. Похађала су је дјеца из Кованлука и Попова. Угашена је по завршетку Првог свјетског рата, затим је поново отворена и радила до Другог свјетског рата, а 1945. је наставила да ради у кући Пере Стевановића. Нова школска зграда је изграђена 1947. на земљишту Милана Максића. Школа у Рачанској је основана 1946, а у Поповима следеће године. Поред библиотеке са око 11.600 књига, централна школа има спортску дворану и спортске терене. Добила је Златну медаљу „Филип Вишњић” 2002. године. Од 2006. излази школски лист „Звонце”.